# Caradrina bodenheimeri
Caradrina bodenheimeri är en fjärilsart som beskrevs av Hans Georg Amsel 1935. Caradrina bodenheimeri ingår i släktet Caradrina och familjen nattflyn. Inga underarter finns listade i Catalogue of Life.